# Clatskanie
Clatskanie és una població dels Estats Units a l'estat d'Oregon. Segons el cens del 2007 tenia 1.710 habitants.

## Demografia
Segons el cens del 2000, Clatskanie tenia 1.528 habitants, 608 habitatges, i 406 famílies. La densitat de població era de 491,6 habitants per km².
Dels 608 habitatges en un 35% hi vivien nens de menys de 18 anys, en un 51,6% hi vivien parelles casades, en un 12,7% dones solteres, i en un 33,1% no eren unitats familiars. En el 27,8% dels habitatges hi vivien persones soles el 15,3% de les quals corresponia a persones de 65 anys o més que vivien soles. El nombre mitjà de persones vivint en cada habitatge era de 2,47 i el nombre mitjà de persones que vivien en cada família era de 3,07.
Per edats la població es repartia de la següent manera: un 29,6% tenia menys de 18 anys, un 7,3% entre 18 i 24, un 26% entre 25 i 44, un 21% de 45 a 60 i un 16% 65 anys o més.
L'edat mediana era de 36 anys. Per cada 100 dones de 18 o més anys hi havia 81,3 homes.
La renda mediana per habitatge era de 35.833$ i la renda mediana per família de 48.056$. Els homes tenien una renda mediana de 41.550$ mentre que les dones 24.286$. La renda per capita de la població era de 16.717$. Aproximadament l'11,1% de les famílies i l'11,5% de la població estaven per davall del llindar de pobresa.

## Poblacions més properes
El següent diagrama mostra les poblacions més properes.